# Nuoto ai campionati mondiali di nuoto 2019 - 800 metri stile libero femminili
La gara di nuoto degli 800 metri stile libero femminili dei campionati mondiali di nuoto 2019 è stata disputata il 26 luglio e il 27 luglio presso il Nambu International Aquatics Centre di Gwangju. Vi hanno preso parte 40 atlete provenienti da 32 nazioni.

## Podio
| Posizione | Atleta            | Nazionalità |
| --------- | ----------------- | ----------- |
| Oro       | Katie Ledecky     | Stati Uniti |
| Argento   | Simona Quadarella | Italia      |
| Bronzo    | Ariarne Titmus    | Australia   |

## Programma
| Data           | Ora (UTC+9) | Turno    |
| -------------- | ----------- | -------- |
| 26 luglio 2019 | 12:05       | Batterie |
| 27 luglio 2019 | 21:25       | Finale   |

## Record
Prima della manifestazione il record del mondo e il record dei campionati erano i seguenti.
| Record mondiale       | 8'04"79 | Katie Ledecky Stati Uniti | 12 agosto 2016 Rio de Janeiro, Brasile |
| Record dei campionati | 8'07"39 | Katie Ledecky Stati Uniti | 8 agosto 2015 Kazan', Russia           |

## Risultati

### Batterie[2]
| Pos. | Batteria | Corsia | Atleta                   | Nazionalità        | Tempo   | Note |
| ---- | -------- | ------ | ------------------------ | ------------------ | ------- | ---- |
| 1    | 5        | 5      | Leah Smith               | Stati Uniti        | 8'17"23 | Q    |
| 2    | 5        | 4      | Katie Ledecky            | Stati Uniti        | 8'17"42 | Q    |
| 3    | 5        | 3      | Ariarne Titmus           | Australia          | 8'19"43 | Q    |
| 4    | 4        | 5      | Simona Quadarella        | Italia             | 8'20"86 | Q    |
| 5    | 4        | 4      | Wang Jianjiahe           | Cina               | 8'20"91 | Q    |
| 6    | 4        | 3      | Sarah Köhler             | Germania           | 8'22"95 | Q    |
| 7    | 5        | 7      | Mireia Belmonte          | Spagna             | 8'28"22 | Q    |
| 8    | 4        | 6      | Kiah Melverton           | Australia          | 8'29"70 | Q    |
| 9    | 5        | 1      | Tjaša Oder               | Slovenia           | 8'30"97 |      |
| 10   | 5        | 6      | Ajna Késely              | Ungheria           | 8'32"34 |      |
| 11   | 5        | 8      | Jimena Pérez             | Spagna             | 8'32"38 |      |
| 12   | 5        | 2      | Anna Egorova             | Russia             | 8'34"73 |      |
| 13   | 4        | 1      | Julia Hassler            | Liechtenstein      | 8'34"91 |      |
| 14   | 3        | 3      | Giulia Gabbrielleschi    | Italia             | 8'35"03 |      |
| 15   | 4        | 7      | Li Bingjie               | Cina               | 8'37"41 |      |
| 16   | 5        | 0      | Anastasiya Kirpichnikova | Russia             | 8'37"90 |      |
| 17   | 3        | 5      | Tamila Holub             | Portogallo         | 8'38"77 |      |
| 18   | 4        | 8      | Mackenzie Padington      | Canada             | 8'39"58 |      |
| 19   | 5        | 9      | Viviane Jungblut         | Brasile            | 8'42"52 |      |
| 20   | 4        | 9      | Diana Durães             | Portogallo         | 8'44237 |      |
| 21   | 3        | 6      | Eve Thomas               | Nuova Zelanda      | 8'44"65 |      |
| 22   | 3        | 4      | Marlene Kahler           | Austria            | 8'45"13 |      |
| 23   | 3        | 2      | Gan Ching Hwee           | Singapore          | 8'47"88 |      |
| 24   | 3        | 8      | Duné Coetzee             | Sudafrica          | 8'47"97 |      |
| 25   | 2        | 5      | Matea Sumajstorčić       | Croazia            | 8'48"61 |      |
| 26   | 3        | 7      | Han Da-kyung             | Corea del Sud      | 8'49"90 |      |
| 27   | 4        | 2      | Boglárka Kapás           | Ungheria           | 8'50"13 |      |
| 28   | 3        | 9      | Hanna Eriksson           | Svezia             | 8'52"14 |      |
| 29   | 2        | 2      | Arianna Valloni          | San Marino         | 8'52"85 |      |
| 30   | 2        | 4      | Ho Nam Wai               | Hong Kong          | 8'53"37 |      |
| 31   | 2        | 3      | Laura Lahtinen           | Finlandia          | 8'54"94 |      |
| 32   | 3        | 0      | Nicole Oliva             | Filippine          | 8'55"50 |      |
| 33   | 2        | 6      | Ammiga Himathongkom      | Thailandia         | 8'57"83 |      |
| 34   | 2        | 8      | Julia Arino              | Argentina          | 9'04"02 |      |
| 35   | 2        | 7      | Souad Cherouati          | Algeria            | 9'12"30 |      |
| 36   | 1        | 4      | Eva Petrovska            | Macedonia del Nord | 9'12"71 |      |
| 37   | 2        | 0      | Gabriella Doueihy        | Libano             | 9'19"78 |      |
| 38   | 1        | 3      | Talita Te Flan           | Costa d'Avorio     | 9'21"19 |      |
| 39   | 1        | 5      | Raya Embury-Brown        | Isole Cayman       | 9'22"69 |      |
| 40   | 2        | 1      | Diana Zlobina            | Kazakistan         | 9'31"05 |      |

### Finale[3]
| Pos. | Corsia | Atleta            | Nazionalità | Tempo   | Note             |
| ---- | ------ | ----------------- | ----------- | ------- | ---------------- |
|      | 5      | Katie Ledecky     | Stati Uniti | 8'13"58 |                  |
|      | 6      | Simona Quadarella | Italia      | 8'14"99 |                  |
|      | 3      | Ariarne Titmus    | Australia   | 8'15"70 | Record oceaniano |
| 4    | 7      | Sarah Köhler      | Germania    | 8'16"43 | Record nazionale |
| 5    | 4      | Leah Smith        | Stati Uniti | 8'17"10 |                  |
| 6    | 2      | Wang Jianjiahe    | Cina        | 8'18"57 |                  |
| 7    | 8      | Kiah Melverton    | Australia   | 8'25"07 |                  |
| 8    | 1      | Mireia Belmonte   | Spagna      | 8'25"51 |                  |